# Andrei Radion
Andrei Radion (ur. 12 października 1989 w Fălticeni) – rumuński wioślarz.

## Osiągnięcia
- Mistrzostwa Świata Juniorów – Pekin 2007 – ósemka – 6. miejsce[1].
- Mistrzostwa Europy – Ateny 2008 – ósemka – 7. miejsce[1].
- Mistrzostwa Świata U-23 – Račice 2009 – czwórka bez sternika – 5. miejsce[1].
- Mistrzostwa Europy – Brześć 2009 – czwórka bez sternika – 5. miejsce[1].